# Streptocephalus sirindhornae
Streptocephalus sirindhornae är en kräftdjursart som beskrevs av Sanoamuang, Murugan, Weekers och Dumont 2000. Streptocephalus sirindhornae ingår i släktet Streptocephalus och familjen Streptocephalidae. Inga underarter finns listade i Catalogue of Life.